# Nyctophilus bifax
Nyctophilus bifax är en fladdermus i familjen läderlappar som förekommer i Australien.

## Utseende
Denna fladdermus kännetecknas av stora öron som är sammanlänkade på hjässan och av hudflikar på näsan (bladet). Kroppen är täckt av rosa-brun till ljusbrun päls. Honor är med en genomsnittlig kroppslängd (huvud och bål) av 49,0 mm, med en svanslängd av omkring 42,6 mm och med en genomsnittlig vingspann av 303,8 mm större än hannar. Andra genomsnittsmått för honor är en vikt av 9,5 g, 31,9 mm långa underarmar, 22,2 mm långa öron och 7,6 mm långa bakfötter. Respektive genomsnittliga värden för hannar är kroppslängd 47,9 mm, svanslängd 41,1 mm, vingspann 292,2 mm, vikten 8,7 g, underarmarnas längd 40,8 mm och öronens längd 22,0 mm.

## Utbredning
Arten förekommer med flera från varandra skilda populationer i östra, norra och nordvästra Australien. Populationerna i nordvästra Queensland, norra Northern Territory och norra Western Australia listas för närvarande (källa från 2008) som underart (Nyctophilus bifax daedalus). De godkänns troligtvis i framtiden som art. Dessutom är fynd från Nya Guinea dokumenterade men de tillhör antagligen en annan art. Nyctophilus bifax lever i regnskogar och i skogar med eukalyptusträd i låglandet samt i kulliga områden upp till 500 meter över havet.

## Ekologi
Individerna hittades vilande i trädens håligheter, i det täta bladverket och i byggnader. En kull har vanligen två ungar. Lätet som används för ekolokaliseringen under jakten startar med en frekvens mellan 70 och 108 kHz och avslutar med en frekvens mellan 47 och 55 kHz. Under den kalla årstiden intar Nyctophilus bifax ibland ett stelt tillstånd (torpor) som kan vara i upp till 5,5 dagar.

## Status
För beståndet finns inga allvarliga hot. Röjning av några galleriskogar kan ha negativ påverkan. IUCN listar arten som livskraftig (LC).